# SDSSp J125453.90−012247.4
SDSSp J125453.90−012247.4, kurz SDSSp J1254−0122 oder auch SDSS 1254−0122, ist ein Brauner Zwerg im Sternbild Jungfrau. Er wurde 2000 von S. K. Leggett et al. entdeckt und gehört der Spektralklasse T2 an. Seine Position verschiebt sich aufgrund seiner Eigenbewegung jährlich um 0,50 Bogensekunden. Zudem weist er eine Parallaxe von 84,9 Millibogensekunden auf.